# توپولوژی دیفرانسیل
در ریاضیات، توپولوژی دیفرانسیل زمینه‌ای است که با توابع دیفرانسیل پذیر روی منیفلدهای دیفرانسیل پذیر سروکار دارد. این شاخه ارتباط نزدیکی با هندسه دیفرانسیل داشته و با هم نظریه هندسی منیفلدهای دیفرانسیل پذیر را تشکیل می‌دهند.

## توصیف
توپولوژی دیفرانسیل خواص و ساختارهایی را مد نظر قرار می‌دهد که صرفاً نیازمند تعریف ساختارهای هموار روی منیفلد‌ها هستند. منیفلدهای هموار «نرم‌تر» از منیفلدها با ساختارهای هندسی اضافه تر هستند و این مسئله باعث می‌شود که آن‌ها همچون مانعی برای برخی از هم‌ارزی‌ها و تغییر شکل‌های موجود در توپولوژی دیفرانسیل عمل کنند. به عنوان مثال، حجم و خمیدگی ریمانی ناورداهایی هستند که ساختارهای هندسی مختلف را روی یک منیفلد هموار از هم تمیز می‌دهند، یعنی می‌توان برخی منیفلدها را به هم تبدیل نمود، اما ممکن است این کار نیازمند تغییراتی در فضا بوده که بر روی خمیدگی یا حجم هم اثر بگذارد.
از سویی دیگر، منیفلدهای هموار صلب‌تر از منیفلدهای توپولوژیکی اند. جان میلنور کشف کرد که برخی از کره‌ها بیش از یک ساختار هموار دارند، بحث کره نامتعارف و قضیه دونالدسون را ببینید. کروایر منیفلدهای توپولوژیکی را ارائه داد که هیچ ساختار همواری نمی‌پذیرند. برخی از ساختارهای نظریه منیفلد هموار، مثل وجود کلاف‌های مماس، را می‌توان با کار بیشتر در بستر توپولوژیکی ایجاد کرد، ولی دیگر ساختارها را نمی‌توان.
یکی از مباحث اصلی توپولوژی دیفرانسیل، مطالعه انواع خاصی از نگاشت‌های هموار بین منیفلدها یعنی ایمرژن یا سابمرژن‌ها و همچنین برخورد عرضی (یا تراگذری) زیرمنیفلد هاست. عموماً علاقه‌مند به یافتن خواص و ناورداهای منیفلدهای هموار تحت دیفئومورفیسم‌ها، نوع خاصی از نگاشت‌های هموار، هستند. در نظریه مورس که یکی دیگر از شاخه‌های توپولوژی دیفرانسیل است، اطلاعات توپولوژیکی در مورد یک منیفلد از تغییرات در رتبه ژاکوبین یک تابع استنتاج می‌گردد.